# Sugawara no Takasue no Musume
Sarashina (菅原孝標女) est le nom d'une dame de compagnie du Japon de l'époque de Heian. Elle naquit en 1008. On l'appelle aussi Sugawara no Takasue no musume (菅原孝標女, une fille de Sugawara no Takasue, ).
Fille d'un haut fonctionnaire, elle est l'auteur d'un journal, le Sarashina nikki, dans lequel elle raconte sa vie et des voyages de l'âge de 13 ans à 52 ans.
Le compositeur Péter Eötvös a utilisé deux des poèmes du journal et leurs réponses dans son morceau pour violoncelliste-récitant Two poems for Polly et s'est inspiré de sa vie pour son opéra Lady Sarashina, créé à Lyon le 4 mars 2008.